# Bernard von Bredow

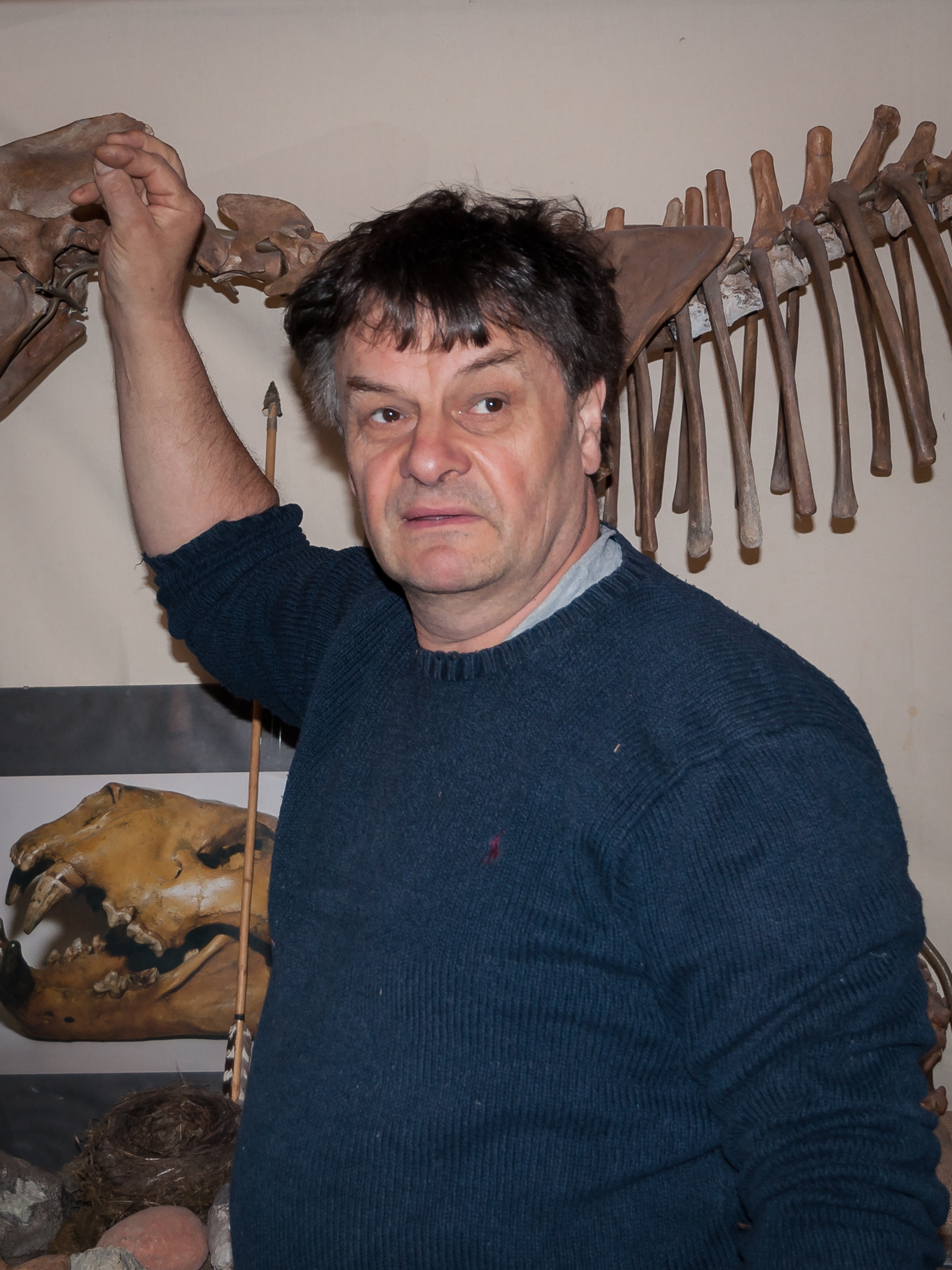
Bernard Bredow in seinem Mammutheum, 2013

Bernard Raymond von Bredow, eigentlich Bernard Raymond Bredow (* 23. März 1959 in Siegsdorf; † 22. Oktober 2021 in Itauguá, Paraguay), war ein deutscher Amateurwissenschaftler, der sich mit Themen der Paläontologie und der experimentellen Archäologie befasste. Eine gewisse Bekanntheit erlangte Bredow durch Fund und Auswertung des sogenannten „Siegsdorfer Mammuts“, dessen Skelett er als Schüler bereits 1975 entdeckt hatte.

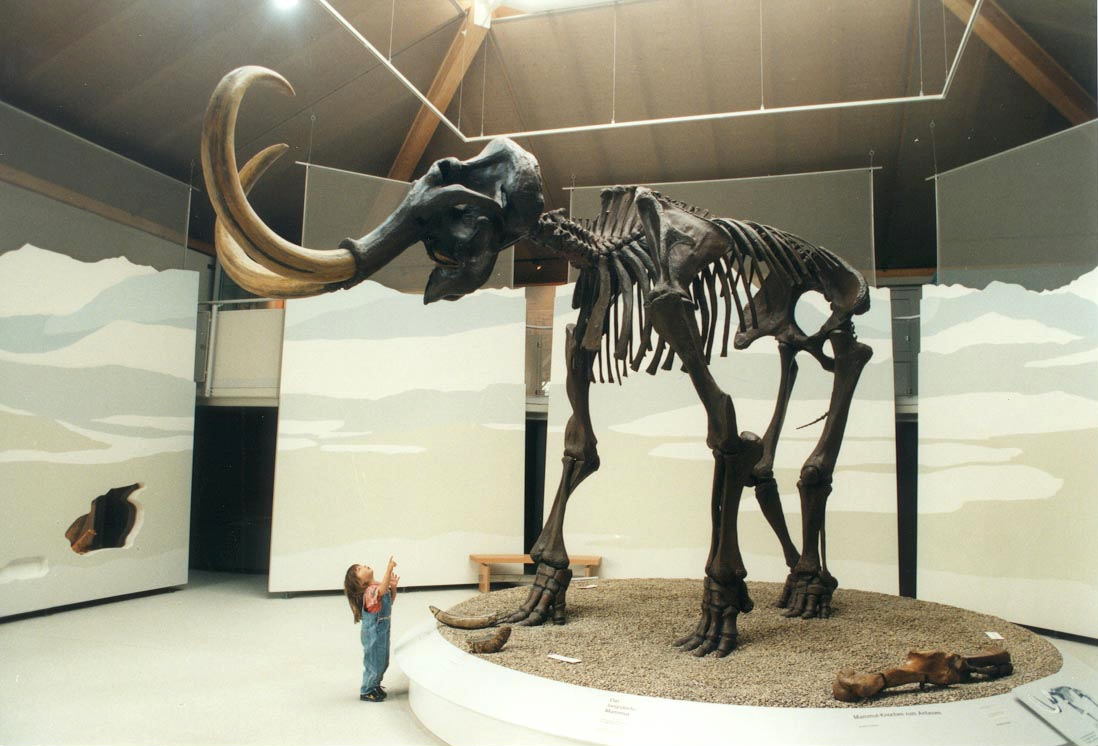
„Siegsdorfer Mammut“: Abguss im Südostbayerischen Naturkunde- und Mammut-Museum, Siegsdorf

## Leben
Nach Besuch der Volksschule in seinem Heimatort Siegsdorf wechselte Bredow 1968 auf das Chiemgau-Gymnasium in Traunstein. Am 11. Oktober 1975 entdeckte der damals 16-jährige Schüler mit einem Freund in einem Bachbett des Gerhartsreiter Grabens in Siegsdorf ein großes, unvollständiges Mammutskelett, nach eigenen Angaben eines der größten der Welt. Ohne dass sie die Öffentlichkeit und Fachwelt vom Fund in Kenntnis gesetzt hatten, begannen die beiden mit den Ausgrabungen, die sie im Winter 1975 jedoch abbrachen. 1977/78 absolvierte Bredow das Abitur. In den Folgejahren begann er verschiedene Ausbildungen und bereiste die Welt. In Auckland in Neuseeland beendete er nach eigenen Angaben ein Studium der Geophysik. 1985 kehrte er nach Deutschland zurück.
Im selben Jahr informierte Bredow erstmals die örtlichen und regionalen Behörden über seinen Mammutfund von 1975. Der Traunsteiner Landrat Leonhard Schmucker soll schließlich eine Untersuchung durch den Münchner Paläontologen Kurt Heißig veranlasst haben, der die Echtheit der bisherigen Funde bestätigte und mit Bredow die von der Gemeinde Siegsdorf finanzierten Ausgrabungsarbeiten fortsetzte. Bei der Fundbergung in der zweiten Jahreshälfte 1985 wurden auch Knochen von Höhlenlöwen, Wölfen, Riesenhirschen, Auerochsen und Wollnashörnern gefunden. Die Gemeinde erhielt von Bredow alle Fundrechte und im Januar 1987 wurde ein von ihm angefertigter Abguss des Mammuts der Öffentlichkeit präsentiert. Bredow errichtete 1991 im Haus seiner Eltern in Siegsdorf das Mammutheum (Lage), ein Museum, das er später als „Steinzeitpark der Experimentellen Archäologie“ bezeichnete und das seit Sommer 2020 geschlossen ist. Der Filmemacher Ulrich Weißbach drehte seinerzeit einen Dokumentarfilm über Bredow, die Geschichte seines Fundes (Szenen nachgestellt), die laufenden Grabungsarbeiten und die Präparationen und Ausstellung der Funde im Mammutheum, der 1993 im Fernsehen ausgestrahlt wurde.
Bereits 1990 hatte er mit Expeditionen nach Sibirien in Permafrostgebiete begonnen. Seiner Zusammenarbeit mit russischen Wissenschaftlern vom Paläontologischen Institut der Russischen Akademie der Wissenschaften in Moskau folgte die Konzeption einer Reiseausstellung zum Thema Urzeit, mit der der Autodidakt mehrere Jahre unterwegs war. 1995 entstand, zeitweise in Konkurrenz zum Mammutheum Bredows, das Südostbayerische Naturkunde- und Mammut-Museum in Siegsdorf. 1997 war er zu Ausgrabungen von pleistozänen Fossilienresten in Arizona in den USA, 1998 zur Bergung von Permafrostfunden in Alaska und Kanada (Fairbanks, Yukon, Brookskette und Kobuk River).
2016/17 wanderte Bredow nach Paraguay aus. Zusammen mit seiner 14-jährigen Tochter Loreena wurde er am 22. Oktober 2021 in dem gemeinsam bewohnten Haus im Ort Patiño, der zur Gemeinde Itauguá im Südwesten des Landes gehört, ermordet aufgefunden. Bis zu seinem Tod hatte Bredow, der kein Spanisch beherrschte, dort von der Reparatur von Musikinstrumenten und Rentenzahlungen aus Deutschland gelebt.
Die paraguayischen Strafverfolgungsbehörden nahmen mehrere Tatverdächtige fest, die aus dem Bekanntenkreis Bredows stammen sollen. Als mögliches Tatmotiv gilt der Raub wertvoller alter Instrumente, die Bredow besessen haben soll.

## Rezeption
2024 verarbeitet Bernard von Bredows Tochter, die Regisseurin und Drehbuchautorin Lucia von Bredow, das Leben ihres Vaters in ihrer autobiografischen Podcast-Serie Mammut⁣.